# Jaime Castrillo
Jaime Castrillo Zapater (Jaca, 13 de março de 1996) é um ciclista espanhol. Destacou como amador ganhando o campeonato da Espanha em contrarrelógio sub-23 em 2017. Estreiou como profissional com a equipa Movistar Team em 2018.

## Palmarés
- Ainda não tem conseguido nenhuma vitória como profissional

## Equipas
- Movistar Team (2018-)